# Голдзуорти, Энди
Энди Голдзуорти (англ. Andy Goldsworthy, род. 26 июля 1956 года) — английский скульптор, фотограф и художник. Живёт в Шотландии, создает скульптуры и инсталляции на природе и из природных материалов. Его работы есть на разных континентах (в Японии, США, Австралии и даже на Северном полюсе).

## Биография

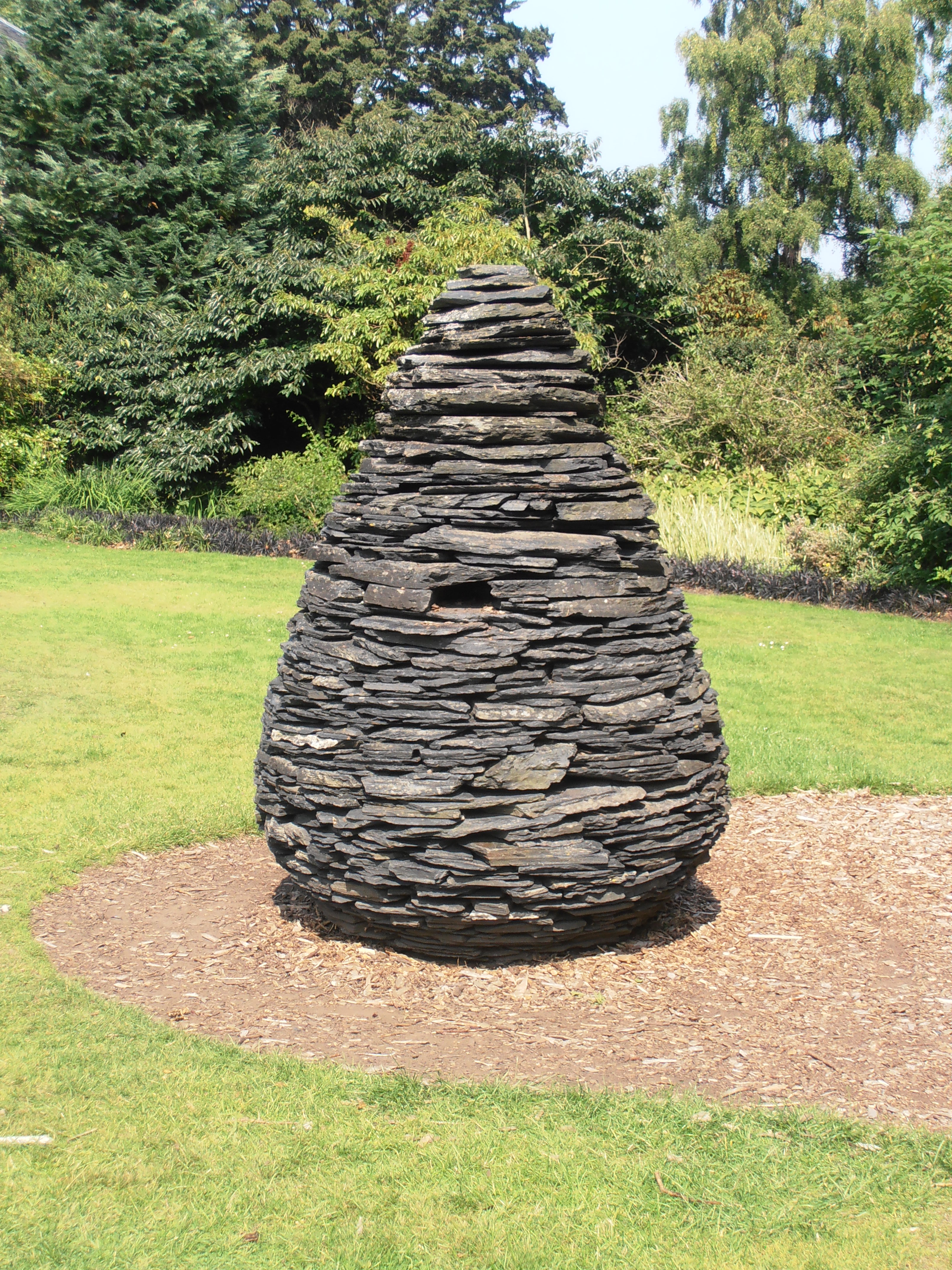
Одна из скульптур в Королевском ботаническом саду, Эдинбург.

Энди Голдзуорти родился 26 июля 1956 года в Чешире, вырос в Херрогейте, Лидсе на ферме рядом с лесом. В 13 лет работал в сельском хозяйстве. Уже тогда он пытался объединить рутинную работу с искусством: «Многие мои работы, например, сбор картофеля, напоминают искусство: надо только попасть в этот ритм». Учился в Bradford College of Art (1974—1975) и в Политехническом колледже Preston (1975—1978) (сейчас University of Central Lancashire). После учёбы Голдзуорти жил в таких местах, как Йоркшир, Ланкашир и Камбрия. В 1985 году он переехал в Шкоцию. Является профессором Корнеллского университета (США). В 2001 году режиссёр Томас Ридельшаймер снял о нем документальный фильм Rivers and Tides («Реки и приливы»).

## Творчество
Энди причисляют к новому поколению художников лэнд-арта. Он считается основателем современного балансирования камней. Создавая как постоянные, так и временные скульптуры и инсталляции, художник использует природные материалы и найденные предметы. Свои работы он обычно фотографирует.
Цель Энди — исследовать отношения искусства с естественной средой, природой. Ранее похожими концепциями в лэнд-арте занимались Ричард Лонг и Яцек Тылицки.
Для создания своих инсталляций Голдзуорти использует листья, ветви, мох, цветы, льдинки, снег, камни, шипы и т. п. Он считает, что «нужно иметь много отваги, чтобы сочинять искусство из цветов и листьев». Свои хрупкие произведения Голдзуорти создает собственными руками без инструментов, иногда зубами и найденными предметами. При создании некоторых постоянных скульптур, таких как «Крыша», «Каменная река», «Тропинка в свете луны» и «Известковые камни», он использовал также машины. Иногда он работает несколько дней, чтобы создать лишь мельчайший элемент ледяной скульптуры, которая вскоре бесследно растает.
О своём увлечении художник говорит:

Я получаю удовольствие от той свободы, которую даёт использование лишь моих собственных рук и «найденных» инструментов – острый камень, перо птицы, шипы колючих растений. Я просто пользуюсь теми возможностями, которые предоставляет мне каждый день: если идёт снег, я работаю со снегом, листопад дарит мне листья. Я останавливаюсь и подбираю материал, потому что чувствую, есть нечто, что желает быть найденным. Моё творчество – именно тот островок, где я могу учиться и всегда узнавать что-то новое...— Великий природный художник Энди Голдсуорти